# Johannes Popels

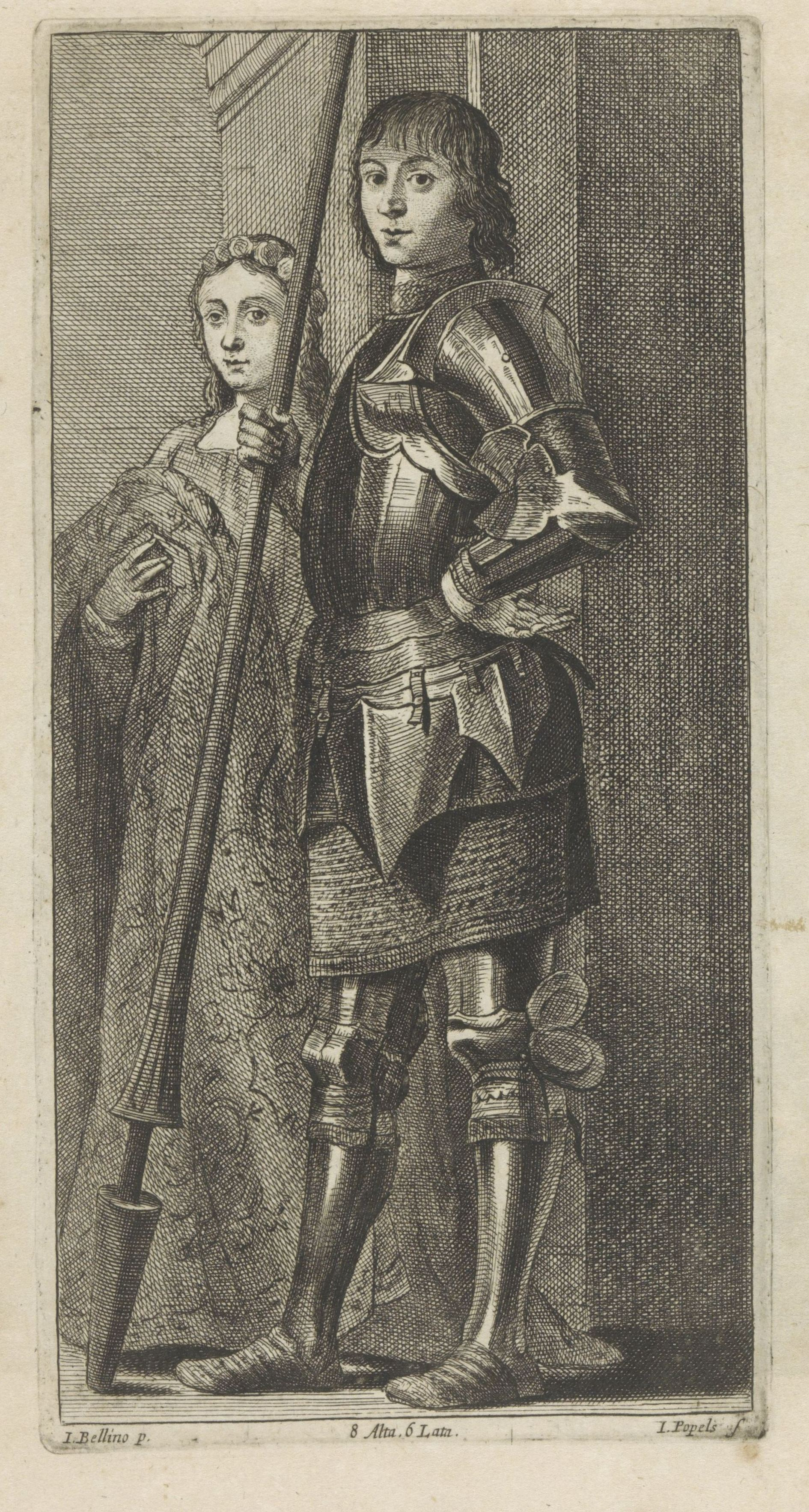
San Jorge y santa Cecilia, grabado de Popels para el Theatrum Pictorium de David Teniers el Joven

Johannes Popels, nacido en Tournai hacia 1600, fue un pintor y grabador de los Países Bajos del sur, activo en Amberes entre 1633 y 1664.
Discípulo de Cornelis Schut e inscrito como maestro en el gremio de San Lucas de Amberes en el año registral 1633/1634, se le documenta en él hasta el mes de septiembre de 1664, al finalizar el periodo de aprendizaje de Matthys Vermeiren, uno de los muchos discípulos que Popels tuvo en su taller desde 1636, cuando se colocaron con él Francis Vervloet y Weynant Cock.
Como grabador colaboró con el Theatrum Pictorium, la serie de grabados abiertos a partir de las pinturas italianas de la colección del archiduque Leopoldo Guillermo editada en 1660 por David Teniers el Joven. Nueve de las láminas que forman el álbum llevan su firma: San Jorge y santa Cecilia, fragmento no conservado de la Pala di San Cassiano atribuida en la colección del archiduque a Giovanni Bellini pero actualmente considerada de mano de Antonello da Messina; Mujer joven en el baño de Giovanni Bellini; Mujer arrodillada con un niño, atribuida en el grabado a una pintura de Tiziano; Cristo muerto de Andrea Schiavone; San Sebastián, San Juan Bautista y San Roque de Palma el Viejo;  Cristo muerto sostenido por un ángel de Palma el Joven y también de Palma el Joven La Virgen amamantando al Niño, santa Catalina y san Juan Bautista. 
El Rijksmuseum de Ámsterdam conserva además un Triunfo de Baco, grabado a partir de una pintura de Rubens, el retrato de Jacob Stoopius, mercader y calígrafo de Amberes, grabado de Theodor van Kessel por pintura de Popels, y tres estampas con niños desnudos de una serie de los cinco sentidos grabadas por Joseph Antoine Cochet por dibujos de Popels. A este género de pintura alegórica protagonizada por niños o putti pertenece también alguna de las pinturas que en el comercio de arte figura con atribución al pintor.